# ديف فان دن بيرغ
ديف فان دن بيرغ (بالهولندية: Dave van den Bergh)‏ هو لاعب كرة قدم هولندي، ولد في 7 مايو 1976 في أمستردام في هولندا. شارك مع منتخب هولندا لكرة القدم. أما مع النوادي، فقد لعب مع أياكس أمستردام ورايو فايكانو وسبورتينغ كانساس سيتي ونادي أوترخت ونادي دالاس ونيويورك ريد بولز.

## مسيرته الكروية
لعب ديف فان دن بيرغ خلال مسيرته الاحترافية مع 6 أندية في خمسة عشر موسمًا وسجل خلالها 51 هدفًا ضمن 341 مباراة. حيث فاز في موسمين بالكأس وفي موسم واحد بالدوري.
خاض ديف فان دن بيرغ مسيرته مع نادي أياكس أمستردام في موسم 1995–96 ولمدة موسمين، مشاركًا في 12 مباراة سجل خلالها هدفًا واحدًا. ثم انتقل إلى نادي رايو فايكانو في موسم 1997–98 واستمر معه طيلة ثلاثة مواسم، حيث شارك في 47 مباراة سجل خلالها 6 أهداف. لينتقل بعدها إلى نادي أوترخت في موسم 2000–01 ليلعب معه ستة مواسم، مشاركًا في 184 مباراة سجل خلالها 29 هدفًا. ثم انتقل إلى نادي سبورتينغ كانساس سيتي ما بين عامي 2006 و2007 لمدة موسم واحد، مشاركًا في 13 مباراة سجل خلالها 3 أهداف. هذا وانتقل لاحقًا إلى نادي نيويورك ريد بولز في عامي 2007-2009 ولمدة موسمين، مشاركًا في 55 مباراة سجل خلالها 9 أهداف. ثم انتقل بعدها إلى نادي دالاس ما بين عامي 2009 و2010 لمدة موسم واحد، مشاركًا في 30 مباراة سجل خلالها 3 أهداف.

## وصلات خارجية
- ديف فان دن بيرغ على موقع الاتحاد الأوربي (الإنجليزية)
- ديف فان دن بيرغ على موقع الدوري الأمريكي (الإنجليزية)
- ديف فان دن بيرغ على موقع قاعدة بيانات كرة القدم.إي يو (الإنجليزية)
- ديف فان دن بيرغ على موقع ناشيونال فوتبول تيمز (الإنجليزية)